# Польсстокферспринхен
Польсстокферспринхен (нидерл. Polsstokverspringen, з.-фриз. Fierljeppen) — национальный, традиционный вид спорта в Нидерландах. Суть данного вида состязаний заключается в том, что бы с помощью шеста преодолеть максимально длинную водную дистанцию (преграду). С фризского название можно перевести как «далеко прыгающий». Проводится ежегодно в разное время на территории двух государств — Нидерландов и Бельгии.

## История
Польсстокферспринхен, как вид спорта, мог зародиться только в такой стране, как Нидерланды. Безграничные равнины, болотистые местности и каналы, расположенные по всей территории — прекрасное место для проведения такого рода состязаний. Можно предположить, что изначально длинный шест служил необходимым элементом для преодоления водных преград, чтобы добраться с одного берега на другой. Экономным фризским крестьянам куда удобнее было использовать такого рода приспособление, чем проектировать и содержать немыслимое количество мостов на протяжении сети каналов. Безусловно, там, где нужно было перевозить грузы или перемещать телеги — проку от деревянной палки не было. Однако, чисто из бытовых соображений и голландской практичности — шест оказался как никогда, кстати, в обиходе местного населения. Первое упоминание об использовании шеста в качестве приспособления для пересечения канала упоминается ещё в 1200-х годах. О прыжках с шестом уже более четырёх веков известно благодаря упоминанию о Фрисландии. В 1592 году, испанским дворянином и историком, Бернардино де Мендосом были сделаны описания, которые гласили о использовании неких «Springstock». Так же известно, что в период восьмидесятилетней войны, повстанцы использовали прыжки с палками для преодоления водных преград и некоторых высотных укреплений замков . Возможно, это самое древнее упоминание о прыжках с шестом и в исторической литературе. В сборнике De Nederlandsche Historieën van P.C. Hooft от 1642 года, упоминается шест для прыжков через болотистые местности и водные преграды. В то время как первые официальные состязание датированные 1767 годом и проведены были между трактирщиками в провинции Фризия. С 1957 года эти матчи стали более организованными и структурированными. Также была учреждена Лига в провинции Фрисландия (FLB). Лишь спустя 3 года, по аналогии, были сформированы лиги в нидерландских провинциях Утрехт и Южная Голландия (PBH). Начиная с 1966 года, эти две Лиги встречаются каждый год, чтобы побороться за честь быть лучшей лигой в Нидерландах. Шесть лет спустя был проведен первый голландский чемпионат, в котором лучший индивидуальный прыгун мог получить Голландский национальный титул. Именно с 1972 года этот турнир проводится по схеме: «один год в Фрисландии, второй год в Голландии». Этот вид спорта представлен мужчинами, женщинами и детьми. Существуют так же состязания на территории США, которые проводятся по аналогии с голландскими. Согласно статистике официального сайта состязаний, на сегодняшний день количество участников польсстокферспринхена составляет:
- Голландия — 189 постоянно участвующих:[6]
- Фрисландия — 425 постоянно участвующих;[6]
- остальной мир — 617 постоянно участвующих.[6]

## Суть состязания
Идея этого вида спорта заключается в следующем. Бегун, набрав соответственную дистанцию, разгоняется и, вбежав на деревянный помост, запрыгивает на шест. Для этого спорта допускаются три вида шестов: деревянный, алюминиевый, на основе сплава из углерода. С 2006 года, на официальных состязаниях используются исключительно из углеродного сплава, максимальной длины — 13 м 25 см. Такой шест глубоко вгоняется в илистое дно водоема и разогнавшийся бегун, после впрыгивания, начинает карабкаться вверх, словно по гимнастическому канату. Достигая определённой точки, под силой собственного веса, прыгун на шесте начинает стремительно падать к земле. В этот момент, продолжая карабкаться к концу шеста, происходит приземление прыгуна на песок или в воду (в случае неудачной попытки). Судейская команда фиксирует результат по первым следам на песке от водоема.

## Места проведения состязаний
Фрисландия:
- Берхум (Bergum);
- Бэутенпост (Buitenpost):
- Ит Хейденскип (It Heidenskip);
- Эйлст (IJlst);
- Яуре (Joure);
- Винсум (Winsum).

Гронинген:
- Грейпскерк (Grijpskerk).

Утрехт:
- Яаарсфелд (Jaarsveld);
- Линхотен (Linschoten);
- Полсбрукердам (Polsbroekerdam);
- Зехфелд (Zegveld);
- Камерик (Kamerik).

Южная Голландия:
- Флист (Vlist).

Бельгия:
- Хамонт-Ахел, провинция Лимбург (Limburgse Hamont).

## Рекордсмены
| Мужчины       | Мужчины     | Мужчины    | Мужчины              | Женщины             | Женщины     | Женщины    | Женщины              |
| ------------- | ----------- | ---------- | -------------------- | ------------------- | ----------- | ---------- | -------------------- |
| Bart Helmholt | г. Линхотен | 21 м 55 см | Нидерландский рекорд | Dymphie van Rooijen | г. Линхотен | 17 м 14 см | Нидерландский рекорд |
| Jaco de Groot | г. Линхотен | 21 м 25 см | Голландский рекорд   | Dymphie van Rooijen | г. Линхотен | 17 м 14 см | Голландский рекорд   |
| Bart Helmholt | г. Линхотен | 21 м 55 см | Фризский рекорд      | Marrit v/d Wal      | г. Йельст   | 17 м 02 см | Фризский рекорд      |

| Юниоры до 20 лет   | Юниоры до 20 лет | Юниоры до 20 лет | Юниоры до 20 лет     | Юниоры до 16 лет   | Юниоры до 16 лет | Юниоры до 16 лет | Юниоры до 16 лет     |
| ------------------ | ---------------- | ---------------- | -------------------- | ------------------ | ---------------- | ---------------- | -------------------- |
| Erwin Timmerarends | г. Зехвельд      | 20 м 70 см       | Нидерландский рекорд | Age Hulder         | г. Ит Хейденскип | 19 м 24 см       | Нидерландский рекорд |
| Erwin Timmerarends | г. Зехвельд      | 20 м 70 см       | Голландский рекорд   | Erwin Timmerarends | г. Яаарсвельд    | 18 м 96 см       | Голландский рекорд   |
| Age Hulder         | г. Бютенпост     | 20 м 41 см       | Фризский рекорд      | Age Hulder         | г. Ит Хейденскип | 19 м 24 см       | Фризский рекорд      |